# 趙樸
趙樸（1109年—1123年），宋朝宗室，追封儀王。
宋朝第八代皇帝宋徽宗赵佶的第十三子，生母不详，大观三年（1109年）五月出生，八月賜名趙樸，授鎮洮軍節度使、檢校太尉，封雍國公。
政和三年（1113年）正月，三公官職正名，改稱檢校太保。
宣和五年（1123年）二月，加開府儀同三司，改節度靜難軍，進封華原郡王，薨逝。追封儀王。

## 妻
王妃陸正姑（1109年—？），靖康之變被俘，歸金將完顏斡本（即完顏亮的父親完顏宗幹）為妾。